# Dalle parti degli infedeli
Dalle parti degli infedeli è un breve saggio di Leonardo Sciascia. Finito di scrivere a Racalmuto il 31 agosto 1979, fu dato alle stampe nello stesso anno, per i tipi dell'editrice Sellerio, come opera inaugurale della collana intitolata "La memoria". In seguito è stato ripubblicato da Adelphi, nel 1993 e nel 2004.

## Contenuto
Sciascia divulga - legandolo ad un interessante commento - il carteggio intercorso tra Angelo Ficarra, vescovo della Diocesi di Patti, e la Sacra Congregazione Concistoriale, presieduta dal cardinale Adeodato Giovanni Piazza.
Pastore d'anime fervente, mite, dedito alla meditazione ed alla preghiera, Ficarra è stato posto sotto osservazione perché sgradito agli ambienti locali della DC, che addebitano alla sua indifferenza per le vicende elettorali la causa delle successive sconfitte dello scudocrociato nelle elezioni a Patti ed in altri comuni vicini.
Obbedendo a "indirizzi superiori" e con eccesso di zelo, la Sacra Congregazione assedia Ficarra, reo, d'altro canto, d'aver scritto un saggio - poi pubblicato postumo - sulle feste religiose in Sicilia, nel quale si indaga con lucidità sulla sostanziale irreligiosità dei siciliani (nonostante l'attaccamento a riti e tradizioni).
Si vuole che il prelato rinunci alla Diocesi e si ritiri; poi, senza che lui lo chieda, gli si affianca un vescovo ausiliare e quindi si costituisce quest'ultimo come amministratore apostolico sede plena, praticamente esautorandolo del tutto; infine lo si nomina arcivescovo titolare di Leontopoli di Augustamnica, cioè gli si conferisce un titolo puramente onorifico, come è appunto per i vescovi in partibus infidelium.
Sciascia, nelle brevi noterelle finali, precisa che nell'Enciclopedia Cattolica si fa cenno ad una Leontopoli (ma senza riferimenti all'Augustamnica), la cui citazione originaria risale a Flavio Giuseppe, probabilmente corrispondente all'attuale Tell el-Jehuddijjeh, circa 30 km dal Cairo e 20 km dall'antica Eliopoli. Una diocesi forse nemmeno mai esistita, se non come sede di un tempio ebraico appena tollerato dai sacerdoti di Gerusalemme il cui culto considerano illegale; inequivocabilmente in partibus infidelium. Perciò l'autore siciliano conclude: "Saremmo maliziosi a sospettare una certa malizia nella nomina di monsignor Ficarra ad arcivescovo di Leontopoli?"

## Curiosità
Vittorio Sabadin ha riportato, tra l'altro, lo stralcio di una lettera di Sciascia ad Arrigo Levi ed al vicedirettore Carlo Casalegno, nel quale lo scrittore siciliano propone di pubblicare un lavoro basato su documenti e manoscritti che riguardano la vita di monsignor Angelo Ficarra, vescovo di Patti. «Alcuni di questi documenti - scrive Sciascia - recano la dicitura sub secreto S. Officii con l’esplicitazione che chiunque ne divulghi il contenuto cade nella scomunica maggiore da cui soltanto il Papa può assolvere. Oltre che disposto a pubblicare il mio scritto, lei dovrebbe quindi essere disposto a prendersi la scomunica». Gli risponde Carlo Casalegno: «Levi accetta con gioia il suo racconto. Né lui né i suoi colleghi, sottoscritto incluso, temono la scomunica». 
Sciascia si avvale quindi per il racconto dei documenti dell'archivio privato del presule, che erano gravati da scomunica «maggiore» per chiunque osasse pubblicarli: tuttavia, pur laico, in nessuna parte del libro l'Autore riporta brani testuali o virgolettati di quel carteggio, eludendo l'effetto di quella prescrizione pontificia. In ogni caso "l'archivio dopo qualche tempo, per volontà dei nipoti Angelo e Luigi Ficarra, approdò, escluse le lettere ed inclusa la biblioteca, all'Istituto Gramsci Siciliano".

## Edizioni
- Leonardo Sciascia, Dalle parti degli infedeli, Sellerio, 1993,  p. 74.